# Gentien Hervet
Pour les articles homonymes, voir Gentien (homonymie) et Hervet.
Gentien Hervet est un érudit, traducteur et controversiste catholique français, né à Olivet près d'Orléans en 1499 et mort à Reims le 12 septembre 1584.

## Biographie
Après des études à Orléans, où il suit des leçons de Johannes Reuchlin et d'Érasme, il gagne Paris et y est un temps précepteur de Claude de L'Aubespine. Il se lie avec Thomas Lupset et l'accompagne en Angleterre, où il se met au service d'un frère de Reginald Pole. Il l'accompagne à Rome et fait partie quelque temps de la maison du cardinal anglais. Revenu en France, il enseigne brièvement au Collège de Guyenne à Bordeaux, puis retourne à Rome, où il devient secrétaire du cardinal Marcello Cervini (futur pape Marcel II). Il l'accompagne au concile de Trente en 1546, et il y prononce un discours contre la légitimité des mariages clandestins. De retour en France en 1555, il est ordonné prêtre en 1556, puis devient vicaire général de l'évêque de Noyon Jean III de Hangest, et participe avec lui au Colloque de Poissy. Il est ensuite appelé par le cardinal de Lorraine et devient chanoine de la cathédrale de Reims en 1562. Cette année-là, il retourne au concile de Trente en compagnie du cardinal de Lorraine, archevêque de Reims. Il poursuit ensuite une activité de polémiste contre les protestants.
Il traduit en latin de nombreux auteurs grecs, notamment des Pères de l'Église (Clément d'Alexandrie, Basile de Césarée, Grégoire de Nysse, Jean Chrysostome, Théodoret de Cyr), mais aussi Plutarque, et, en 1569, le traité Adversus mathematicos de Sextus Empiricus, traduction qui a une grande diffusion. Il joue un rôle important dans le concile de Trente pour le rassemblement et la traduction de la documentation (actes des conciles, collections de textes de droit canon, notamment la collection commentée de Théodore Balsamon, qu'il traduit en latin). Pour la nouvelle version projetée de la Bible, il collationne le Codex Bezæ. Il donne la traduction en français des actes du concile de Trente (Le saint, sacré, universel et général concile de Trente, légitimement signifié et assemblé sous nos saints pères les papes, &c, Reims, 1564 ; Rouen, 1583 ; Paris, 1584...). Ses pamphlets contre les protestants sont très nombreux.

## Notes et références

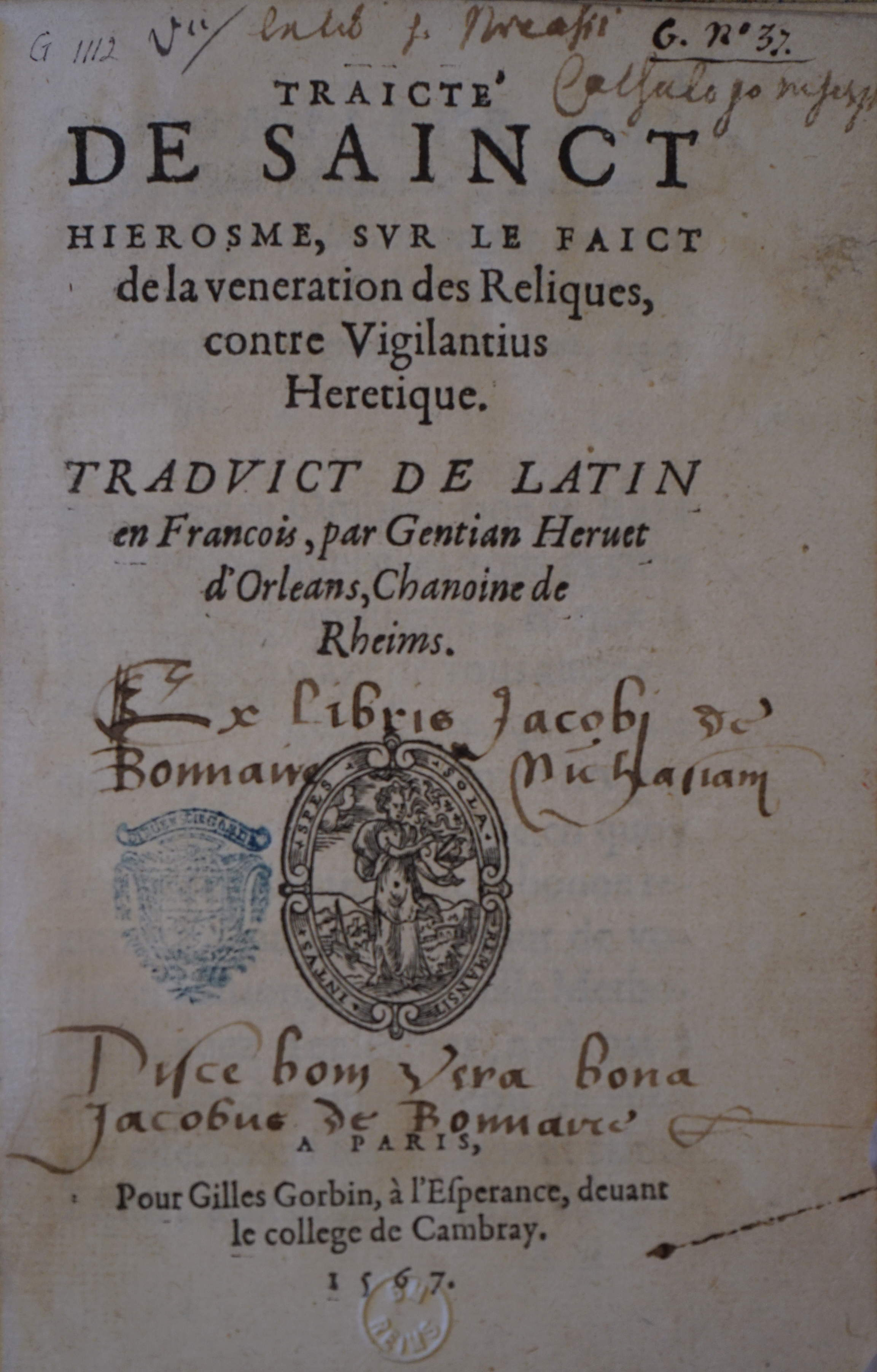
Son Traicté de Sainct Hierosme..., issu de la bibliothèque de St-Nicaise conservé à la B.M de Reims.

### Œuvres
- Sophoclis Antigone tragoedia à Gentiano Herveto Aurelio traducta è Graeco in Latinum. Ejusdem Herveti Epigrammata, Editeur : Lugduni : apud Steph. Doletum, 1541.
- Le saint, sacré, universel et général concile de Trente, légitimement signifié et assemblé sous nos saints pères les papes, &c, Reims, 1564 ; Rouen, 1583 ; Paris, 1584.
- Apologie ou defense, contre une response des ministres de la nouvelle église d'Orleans, escripte en leur nom, par Je ne scay qui, se nommant L'un pour tous, A Paris : chez Nicolas Chesneau, 1561.
- De reparanda ecclesiasticorum disciplina, oratio Gentiani Herveti, qua interpretatur sextum canonem concilii Chalcedon. qui situs est in distinctione lxx. Gratiani, ex quo maxima ex parte pendet restitutio lapsæ ecclesiasticæ disciplinæ, Editeur : Parisiis : apud Nicolaum Chesneau, 1561.
- Gentian Hervet, Deux epistres aux ministres... de la congregation de ceux, qui s'appellent fidéles... à la parole, Chez Nicolas Chesneau, au mont Sainct Hylaire, à l'ensaigne de l'éscu de Froben & du chesne verd, 1561, 23 p. (lire en ligne)